# 阿纳托利·安德里阿诺夫
阿纳托利·尼古拉耶维奇·安德里阿诺夫（俄语：Анатолий Николаевич Андрианов，羅馬化：Anatoliy Nikolayevich Andrianov，1936年7月21日—2020年5月2日）是苏联及俄罗斯数学家。
安德里阿诺夫于1962年获得博士学位。在列宁格勒国立大学尤里·林尼克的指导下，论文《用对应论方法研究二次型》，并于1969年获得俄罗斯科学博士学位（全博士学位）。他是圣彼得堡斯捷克洛夫数学研究所的教授。
他的研究涉及二次形式的乘法运算、自守形式的ζ函数、多变量的模形式（例如西格尔模形式、赫克算子、球函数和θ函数）。
安德里阿诺夫是1970年在尼斯举行的国际数学家大会上的特邀演讲者，演讲题目是“一般线性群的ζ函数”，1983年在华沙演讲的题目是“用二次形式对二次形式的积分表示：乘法性质”。他在多个学术机构担任访问职务，包括波恩的马克斯·普朗克数学研究所、格勒诺布尔的傅立叶研究所和普林斯顿高等研究院（1974年）。

## 精选出版物
- . Grundlehren der mathematischen Wissenschaften 286. Springer Verlag. 1987. ISBN 0-387-15294-6; xii+374 pages[4]
- with V. G. Zhuravlev: . Translations of Mathematical Monographs 145. American Mathematical Society. 1995. ISBN 9780821802779. (translated by Neal Koblitz from Russian original, published Nauka, Moscow 1990)
- . New York: Springer. 2009. ISBN 978-038-778752-7.[5]